# جزیره زاوادوفسکی
جزیره زاوادوفسکی (انگلیسی: Zavodovski Island) یک جزیره آتشفشانی غیرمسکونی در جزایر تراورسای است که بخشی از جزایر جورجیای جنوبی و ساندویچ جنوبی به شمار می‌رود. این جزیره در ۳۵۰ کیلومتری جنوب‌شرق جزیره جورجیای جنوبی قرار دارد و شمالی‌ترین نقطه جزایر ساندویچ جنوبی و نزدیک‌ترین نقطه به جورجیای جنوبی است.
این جزیره زیستگاه میلیون‌ها جفت پنگوئن ریش‌خطی است که بزرگ‌ترین گونه پنگوئن در خارج از جنوبگان محسوب می‌شود.